# Головний ідеал
Головний ідеал — в теорії кілець, що є розділом абстрактної алгебри, це такий ідеал, що породжений одним елементом кільця R.

## Визначення
- Лівий головний ідеал кільця R це така підмножина кільця Ra := {ra : r in R};
- Правий головний ідеал кільця R це така підмножина кільця  aR := {ar : r in R};
- Двосторонній головний ідеал кільця R це така підмножина кільця RaR := {r1as1 + ... + rnasn : r1,s1,...,rn,sn in R}.

Для комутативного кільця всі три поняття збігаються.
Наприклад, ідеали {\displaystyle n\mathbb {Z} } кільця цілих чисел {\displaystyle \mathbb {Z} } всі є головними. Усі ідеали {\displaystyle \mathbb {Z} } є головними.

## Приклад не головного ідеала
Не всі ідеали є головними.
Наприклад, розглянемо комутативне кільце C[x,y] всіх многочленів від двох змінних x і y, з комплексними коефіцієнтами.
Ідеал ⟨x,y⟩ породжений x і y, тобто такий, що містить усі многочлени з C[x,y] вільний член яких дорівнює нулю, не є головним. Щоб побачити це, припустимо що p є генератором для ⟨x,y⟩; тоді x і y були б подільні на p, оскільки і x, і y входять в ⟨x,y⟩, що можливо лише якщо p є ненульовою сталою. Але єдина стала у ⟨x,y⟩ це нуль, отже, протиріччя.